# Froukje Jansen
 (janvier 2019).
Si vous disposez d'ouvrages ou d'articles de référence ou si vous connaissez des sites web de qualité traitant du thème abordé ici, merci de compléter l'article en donnant les références utiles à sa vérifiabilité et en les liant à la section « Notes et références ».
 (février 2019).
Pour les articles homonymes, voir Jansen.
Froukje Jansen, née le 5 octobre 1976 à La Haye,, est une présentatrice, actrice et gymnaste néerlandaise.

## Animation
- 2003 : 6pack (nl) sur SBS 6 et Veronica (nl) : Présentatrice
- 2006 : On a mission sur Net 5 : Présentatrice
- 2009 : 3 op Reis (nl) sur LLiNK (nl) : Présentatrice
- 2014 : Clubgenoten sur TV Gelderland (nl) : Présentatrice

## Filmographie

### Cinéma et téléfilms
- 2002 : Goede tijden, slechte tijden : Angelina
- 2004 : Profs : Cindy